# دير أبو ضعيف
دير أبو ضعيف هي قرية من قرى الضفة الغربية وتتبع محافظة جنين. احتلت القرية في حرب 1967.

## التسمية
سبب تسميتها بهذا الاسم هو أن أول من سكنها هو محمد الضعيف الذي قدم من الخليل باتجاه جنين قبل حوالي 400 سنة حيث كانت في البداية تسمى دار أبو ضعيف ومع مرور الوقت سميت بدير أبو ضعيف، وكان لمحمد الضعيف اخوة اتجهوا إلى شمال غرب جنين وسكنوا في وادي عارة في قرى عارة وعرعرة بالقرب من أم الفحم.

## الموقع
تقع القرية شرق مدينة جنين وتبعد عنها حوالي 7 كيلو متر، على امتداد سهل مرج ابن عامر. تشتهر بالزراعة ويبلغ عدد سكانها حوالي 6000 نسمة حسب احصائيات عام 2017 و حوالي 8920 نسمة بحلول عام 2000. كما تحتوي القرية على كافة الخدمات الضرورية مثل مدارس أساسية وثانوية علمي وأدبي للذكور والأناث مراكز صحية متنوعة وملحقاتها من صيادلة ومرافق صحيه وخمسه مساجد وكهرباء قطرية وخدمات الهاتف والإنترنت وخدمات المجالس القروية ومراكز لتعليم بعض العلوم كما هناك ملعب على المستوى الدولي، وتعتبر من أكبر القرى من حيث عدد السكان التي تقع شرقي مدينة جنين.

## تاريخها
لم يتم ذكر القرية في سجلات الضرائب في القرن السادس عشر، من المرجح أنها تأسست في العصر الحديث، حيث جاء سكانها من الخليل. تم العثور على قطع سيراميك من العصر البيزنطي فيها

### العصر العثماني
في عام 1838، أشار إدوارد روبنسون إلى دير أبو ضعيف باعتبارها واحدة من مجموعة من القرى المحيطة بالارتفاع، وتم تسمية القرى الأخرى باسم بيت قاد، وفقوعة، ودير غزال، وعرانة. في عام 1870 أشار إليها فيكتور جورين بأنها قرية صغيرة تقع إلى الجنوب من بيت قاد، وأطلق عليها اسم الدير. في عام 1870، أدرجت إحدى القرية في التعداد العثماني.
في عام 1882، وصفها مسحٌ أجرته مؤسسة أبحاث فلسطين على النحو التالي: "قرية صغيرة قرب حافة التلال، على أرض مرتفعة. مصدر المياه هو الخزانات الأرضية. توجد بساتين الزيتون في الشمال، والمنازل مبنية من الطين والحجارة."

### عصر الانتداب البريطاني
في تعداد فلسطين عام 1922، الذي أجرته سلطات الانتداب البريطاني، بلغ عدد سكان القرية 441 نسمة؛ 434 مسلمًا و7 مسيحيين، وكان المسيحيون جميعًا من الأرثوذكس، وارتفع في تعداد عام 1931 إلى 598، 593 مسلمًا و5 مسيحيين، مع 136 منزلًا.
في إحصاءات عام 1945 بلغ عدد السكان 850 نسمة، جميعهم مسلمون، بإجمالي 12906 دونمًا من الأرض، وفقًا لمسح رسمي للأراضي والسكان. من هذه المساحة، تم استخدام 1919 دونمًا للمزارع والأراضي القابلة للري، و4836 دونمًا للحبوب، في حين كانت 30 دونمًا من الأراضي المبنية.

### العصر الأردني
بعد نكبة حرب 1948، أصبحت دير أبو ضعيف تحت الحكم الأردني. وجد تعداد السكان الأردني لعام 1961 أن عدد السكان بلغ 1,191 نسمة.

### ما بعد عام 1967
وقعت قرية دير أبو ضعيف تحت الاحتلال الإسرائيلي منذ حرب الأيام الستة عام 1967 حتى عام 1993 بعد توقيع اتفاق أوسلو مع السلطة الوطنية الفلسطينية.